# To the Shores of Iwo Jima
『To the Shores of Iwo Jima』（トゥー・ザ・ショアーズ・オブ・イオージマ、直訳: 硫黄島の海岸へ）は、アメリカ海軍とアメリカ海兵隊が1945年に製作したコダクロームのカラー短編戦争映画である。これは硫黄島の戦いのドキュメンタリーであり、一般のアメリカ人が最初にカラーで星条旗が摺鉢山に翻る有名な場面を見ることとなった。
軍艦や空母の艦載機による島への砲撃・爆撃から最終的な抵抗の終結まで、だいたい時間軸の順に沿って戦闘中の兵士たちを映してゆく。
最後に、日本本土上での任務のために島から離陸する航空機の映像を示し、一カ月間続いた戦いで戦死した4,000人の死は空しいものではなかったとうったえて終わる。
ビル・ジェノウストが撮影した有名な国旗掲揚の瞬間（硫黄島の星条旗）も収録されているが、ジェノウストを含む4人のカメラマンがこれらの映像を撮影するために死亡し、10人が負傷した。